# Jan Zahradníček (schrijver)

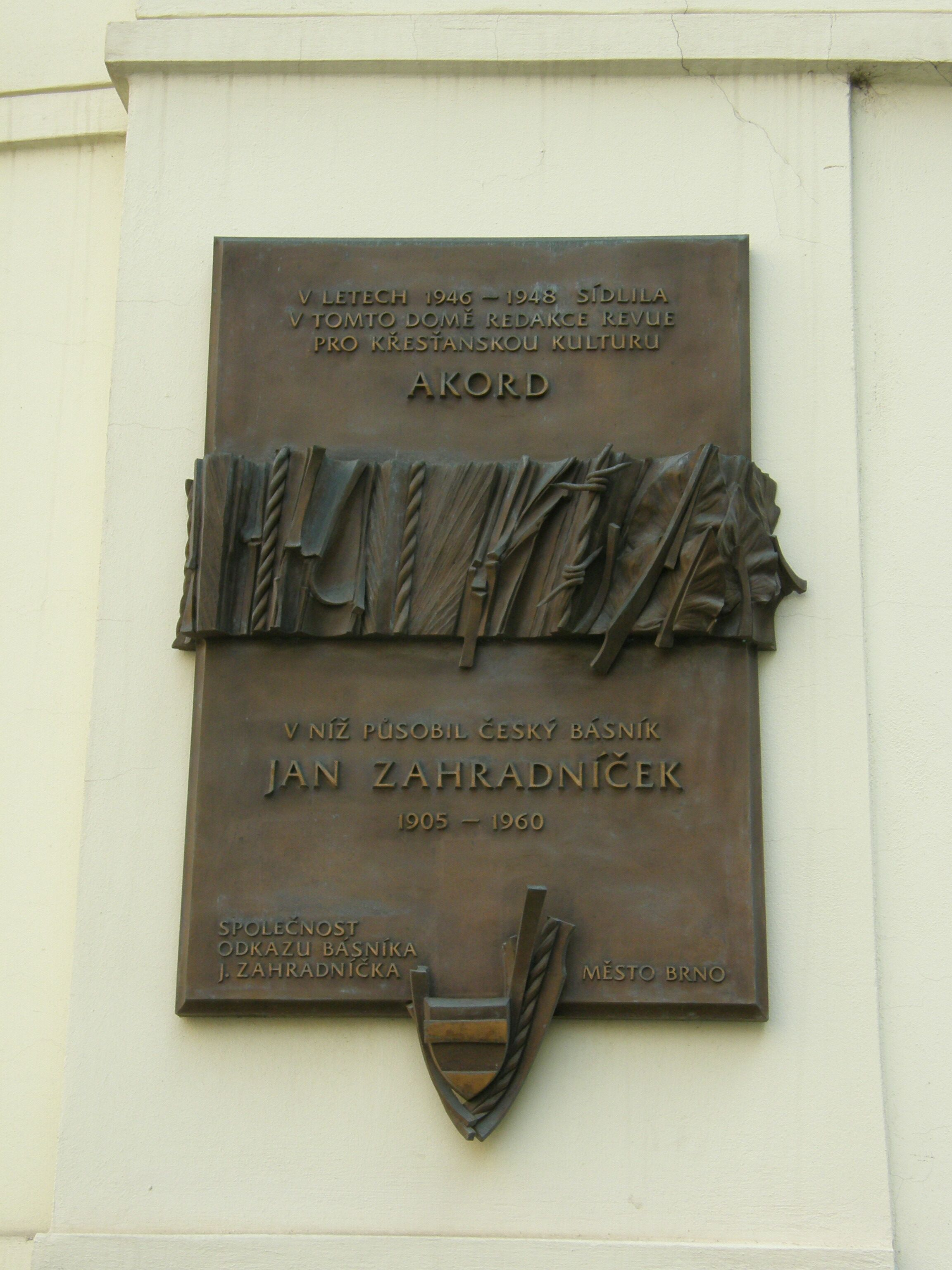
Plaque, Brno

Jan Zahradníček (Mastník, 17 januari 1905 - Vlčatín, 7 oktober 1960) was een Tsjechische katholieke schrijver, dichter en vertolker. 1951 - 1960 was in een communistisch gevangenis (het was onrechtvaardigheid; rehabilitatie 1966).

## Werken
- Pokušení smrti (1930)
- Návrat (1931)
- Jeřáby (1933)
- Žíznivé léto (1935)
- Pozdravení Slunci (1937)
- Korouhve (1940)
- Pod bičem milostným (1944)
- Svatý Václav (1945)
- Žalm z roku dvaačtyřicátého (1945)
- Stará země (1946)
- La Saletta (1947)
- Rouška Veroničina (1949)
- Znamení moci (1950-1951)

- Čtyři léta (1969)
- Dům Strach (1982, Toronto)

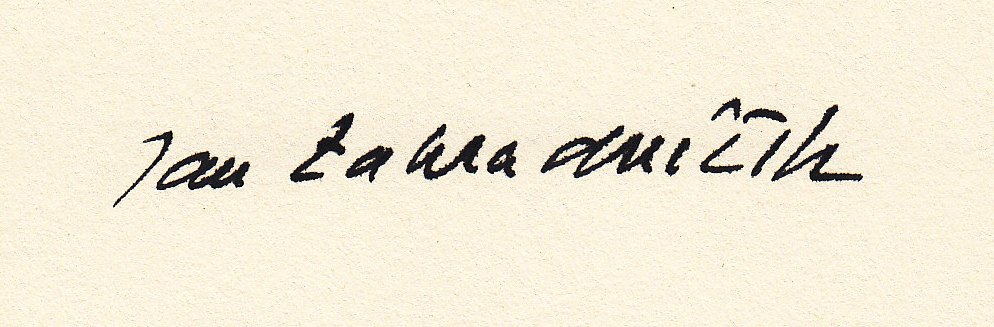
Handtekening Jan Zahradníček

Hij vertaalde onder andere Dante, Hölderlin, Rilke, Galsworthy, Corbière, Claudel...